# Jonathan Pélissié

a Compétitions nationales et continentales officielles uniquement.

b Matchs officiels uniquement.
Dernière mise à jour le 5 juillet 2022.
Jonathan Pélissié, né le 6 juin 1988 à Porcheville, est un joueur international français de rugby à XV jouant aux postes de demi de mêlée et demi d'ouverture.

## Biographie
Après avoir vécu à Souillac et y avoir fait ses premières gammes dans le club de rugby de la petite ville du Lot, il est repéré très tôt par le club phare de la région, le CA Brive. Prêté par celui-ci, avec lequel il vient de remporter le Championnat de France Espoirs, il arrive au FC Grenoble à l'aube de la saison 2009-2010 de Pro D2. Suppléant de l'Australien et capitaine Sam Cordingley lors de sa première année, il conquiert une place de titulaire à la mêlée dès la saison suivante en alternance, au gré de légères blessures, avec l'international samoan John Senio. Il enchaîne au club deux autres années, jusqu'en 2013.
Pour son dernier match au Stade des Alpes avec Grenoble qui reçoit Toulon, il marque un essai dans les arrêts de jeu de la rencontre juste à côté des perches que Valentin Courrent transformera pour offrir la victoire au club isérois.
Pour la saison 2013-2014 il s'engage avec Montpellier. Durant la première partie de cette saison, il connaît sa première et unique cape de sa carrière en équipe de France, le 16 novembre 2013, lors d'un match amical face aux Tonga. Il entre en jeu à la 71e minute à la place de Morgan Parra et les Bleus s'imposent 38 à 18.
Il rejoint ensuite le RC Toulon pour la saison 2015-2016 .
En 2017, il s’engage pour une période de 3 ans avec le LOU. À l'issue de la saison 2022-2023, il annonce sa retraite sportive après dix-sept ans de carrière.

## Statistiques en équipe nationale
Jonathan Pélissié compte une seule cape en équipe de France.
| Année | Compétition | Matchs | Points | Essais |
| ----- | ----------- | ------ | ------ | ------ |
| 2013  | Test matchs | 1      | -      | -      |
| Total | Total       | 1      | 0      | 0      |

## Palmarès
- CA Brive
  - Vainqueur du Championnat de France espoirs en 2009

- FC Grenoble
  - Vainqueur du Championnat de France de 2e division en 2012

- RC Toulon
  - Finaliste du Championnat de France en 2016 et 2017